# Clasmatodon perpusillus
Clasmatodon perpusillus là một loài Rêu trong họ Fabroniaceae. Loài này được (De Not.) Lindb. miêu tả khoa học đầu tiên năm 1871.